# 横谷大介
横谷 大介（よこや だいすけ、1993年5月5日 - ）は、日本のトラックメイカー。LOVE-IS-FAKEとして活動をしたこともある。